# Pierre Moscovici
Pour les articles homonymes, voir Moscovici.
Pierre Moscovici, né le 16 septembre 1957 à Paris 15e, est un haut fonctionnaire et homme politique français.
Membre du Parti socialiste jusqu’en 2020, il est député européen entre 1994 et 1997 puis entre 2004 et 2007, période au cours de laquelle il est vice-président du Parlement européen. Il est ministre chargé des Affaires européennes entre 1997 et 2002 dans le gouvernement Lionel Jospin. Il est élu député du Doubs en 1997, puis en 2007 et 2012. De 2008 à 2012, il préside le Pays de Montbéliard Agglomération.
Directeur de campagne du candidat socialiste François Hollande lors de la campagne présidentielle de 2012, il est nommé ministre de l'Économie, des Finances et du Commerce extérieur après la victoire de celui-ci, dans le premier gouvernement Jean-Marc Ayrault, puis ministre de l'Économie et des Finances au sein du second gouvernement Jean-Marc Ayrault. En mai 2014, après avoir quitté le gouvernement, il redevient député.
En novembre 2014, il est nommé commissaire européen aux Affaires économiques et financières, à la fiscalité et à l'union douanière au sein de la commission Juncker. Il occupe cette fonction jusqu’à la fin de la législature, en novembre 2019.
Le président Emmanuel Macron le nomme premier président de la Cour des comptes en juin 2020.

## Biographie

### Origines et vie privée
Pierre Moscovici naît au sein d'une famille juive d'intellectuels de gauche. Son père est le psychologue social Serge Moscovici (1925-2014) qui, adolescent pendant la Seconde Guerre mondiale, milita au Parti communiste roumain avant de fuir son pays en 1947 pour se réfugier en France. Il participa également à la fondation du mouvement des Verts. Sa mère, d'origine juive polonaise, est la psychanalyste Marie Moscovici, née Bromberg (1932-2015), proche du Parti communiste français et signataire en 1960 du Manifeste des 121 pour le droit à l'insoumission pendant la guerre d'Algérie.
Il épouse le 13 juin 2015 Anne-Michelle Basteri, inspectrice des Finances, ancienne conseillère « participations de l'État » au sein de son cabinet au ministère de l'Économie et des Finances,. Leur fils, Joseph, naît le 6 juin 2018.

### Études et formation
Ancien élève du lycée Condorcet à Paris, Pierre Moscovici est titulaire de deux diplômes d'études approfondies en sciences économiques et en philosophie. Diplômé de l'Institut d'études politiques de Paris en 1980 (section Service public), il intègre l'École nationale d'administration et il est classé sixième de la promotion Louise Michel (1982-1984). À sa sortie, il choisit la Cour des comptes.
En 1988, il entre au cabinet de Lionel Jospin, au ministère de l'Éducation nationale. En 1990, il intègre le commissariat général du Plan et devient chef de service de financement et de la modernisation de l'économie.
En 1996, il participe au programme Young Leaders organisé par la French-American Foundation.
Pierre Moscovici a toujours enseigné, notamment à l'université Paris Dauphine. Il a enseigné à l'Institut d'études politiques de Paris, donnant un cours intitulé « les grands débats de l'Europe en crise ». Il est aujourd'hui[Depuis quand ?] [Jusqu'à quand ?]professeur associé chargé des questions européennes à Sciences Po Paris, au Collège d'Europe et à l'université Columbia aux États-Unis.

### Parcours politique

#### Au Parti socialiste
Lycéen, Pierre Moscovici sympathise avec la Ligue communiste révolutionnaire (LCR) d'Alain Krivine. Sous l'impulsion de Dominique Strauss-Kahn, qui est son professeur à l'ENA, il se rapproche du Parti socialiste (PS) en 1984. En 1986, il devient secrétaire du « groupe des experts » constitué par Claude Allègre. Il devient, en 1990, le plus jeune secrétaire national du PS. En 1991, il publie avec François Hollande (secrétaire général des clubs « Témoins ») L’Heure des choix, un réquisitoire contre la politique économique de Pierre Bérégovoy. En 1992, il devient trésorier du PS et le reste jusqu'en 1994. En octobre 1995, Lionel Jospin le nomme secrétaire national chargé des études et du projet.
À la fin de la seconde présidence de François Mitterrand, en 1995, il se prononce pour un bilan critique du « mitterrandisme ». Il est d'ailleurs le premier socialiste à réagir lors de la parution du livre de Pierre Péan sur la jeunesse de François Mitterrand : il déclare, à propos des relations de l'ancien président avec René Bousquet : « Ce qui me choque, c’est qu’il ait pu frayer avec quelqu’un qui a été un outil de l'antisémitisme d’État et un complice de la Solution finale du Reich. On ne peut pas tolérer d’être tolérant envers le mal et, pour moi, René Bousquet c’était le mal absolu. »

#### Premier mandat de député européen et ministre délégué aux Affaires européennes
Pierre Moscovici est élu député européen lors des élections européennes du 12 juin 1994, mandat qu'il exerce jusqu'au 5 juin 1997, date de son élection à l'Assemblée nationale comme député de la 4e circonscription du Doubs.
De 1997 à 2002, il est ministre délégué aux Affaires européennes dans le gouvernement de Lionel Jospin. Il est le seul ministre à avoir exercé cette fonction pendant toute une législature.

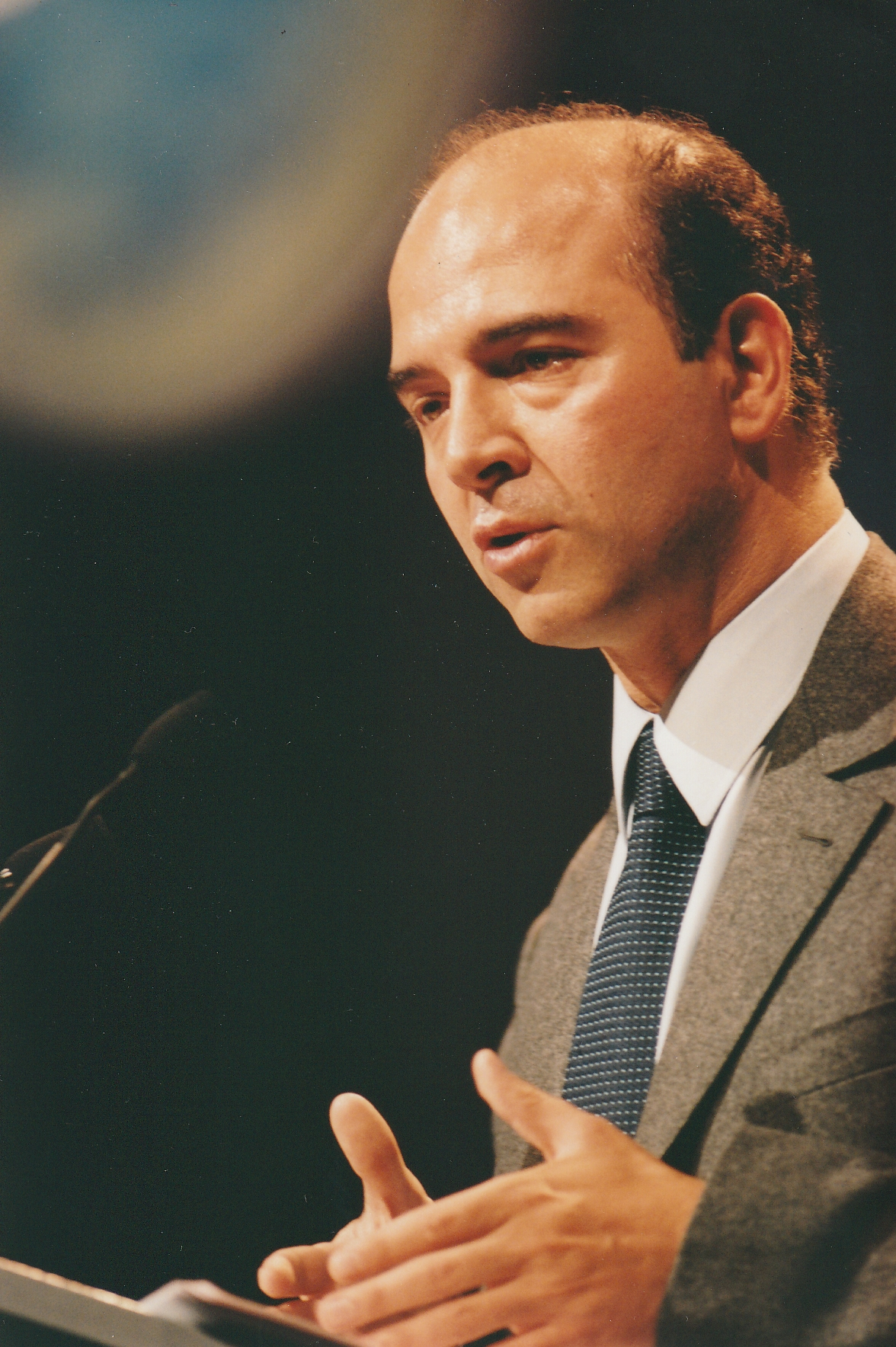
Pierre Moscovici au Festival international de géographie en 1998.

Cette nomination intervient immédiatement après les élections législatives de 1997 (il est le rédacteur du programme du Parti socialiste pour cette élection), où il est élu député de la 4e circonscription du Doubs. Il ne siège donc pas pendant cette mandature.
En tant que ministre, il prend en charge les négociations en vue de l’élargissement de l’Union européenne aux pays d'Europe centrale et orientale. Il est aussi chargé de préparer la présidence française de l'Union européenne en période de cohabitation, alors que les Affaires étrangères sont un domaine de compétence partagé avec le président de la République Jacques Chirac. C'est au cours de cette présidence (premier semestre 2001) qu'est négocié le traité de Nice. Pierre Moscovici est ensuite le représentant des autorités françaises à la Convention sur le traité établissant une constitution pour l'Europe.

#### Dans l'opposition à la droite
Pierre Moscovici est battu aux élections municipales de 2001 à Montbéliard puis aux élections législatives françaises de 2002.
Il réintègre la Cour des comptes et devient conseiller maître en 2003.
Lors des élections européennes de 2004, il est réélu député européen, mandat dont il démissionne le 25 juin 2007 pour devenir député à l'Assemblée nationale. Entretemps, il est l’un des vice-présidents du Parlement européen.
Il est président de l'association « À gauche, en Europe » fondée par Dominique Strauss-Kahn et Michel Rocard.
Lors de la campagne de la primaire présidentielle socialiste de 2006 en vue de l'élection présidentielle de l'année suivante, il soutient activement Dominique Strauss-Kahn, battu dès le premier tour par Ségolène Royal.
Après l'élection de Nicolas Sarkozy en 2007, il retrouve son siège à l'Assemblée nationale. Il devient alors président de la commission d'enquête parlementaire sur la libération des infirmières bulgares prisonnières en Libye pour laquelle il demande en vain à Cécilia Sarkozy de venir s'expliquer sur son rôle dans cette affaire, ce que le groupe majoritaire de l'UMP refuse.
Il prend la présidence du Pays de Montbéliard Agglomération (PMA) en 2008 après les élections municipales. À la tête de cette collectivité, il mène un projet de transformation économique, sociale, culturelle, destiné à faire du PMA, marqué par son identité industrielle et par la présence de PSA, une éco-agglomération[source insuffisante].
Après la nomination de Dominique Strauss-Kahn au Fonds monétaire international, Pierre Moscovici devient l'un des principaux animateurs du courant social-démocrate dont l'ancien ministre de l'Économie était le représentant au sein du Parti socialiste (PS).[réf. nécessaire]
En effet, en 2007, Pierre Moscovici annonce qu'il pourrait lui-même briguer la succession de François Hollande au poste de premier secrétaire du PS lors de son prochain congrès, prévu à Reims en novembre 2008. Il présente sa candidature au premier secrétariat du PS dans un « Appel du 18 mai » avec l'objectif d'animer un travail collectif pour rénover le parti, et préparer le programme qui pourra servir de tronc commun à toute la gauche et présenter l'alternative crédible pour 2012. Des primaires élargies pour élire le/la présidentiable seraient organisées en 2011. Il est le premier signataire de la contribution « Besoin de gauche », qui rassemble Socialisme et démocratie et Rénover maintenant, d'Arnaud Montebourg.
Lors de l'université d'été du PS à La Rochelle, alors qu'il mise sur le ralliement de Martine Aubry, il s'estime trahi par celle-ci et par Jean-Christophe Cambadélis qui s'allient à Laurent Fabius en souhaitant voir l'ancienne ministre prendre la tête du PS. Il choisit de s'allier à des « barons locaux », le maire de Lyon, Gérard Collomb, Jean-Noël Guérini, chef du PS dans les Bouches-du-Rhône et Manuel Valls, député-maire d'Évry, puis rejoint la motion de Bertrand Delanoë en compagnie de François Hollande. Après l’échec du congrès de Reims, il relance et structure le groupe « Besoin de gauche », qui rassemble de quatre à cinq mille personnes, dont une cinquantaine de parlementaires.
À la mi-juin 2009, Pierre Moscovici lance une pétition pour la tenue d'une convention socialiste sur les primaires. Cette action prolonge son engagement pour ce mode de désignation du candidat socialiste à la présidentielle, qu'il estime impératif pour renouveler les structures du PS.
En octobre 2009, il publie un nouvel ouvrage, Mission impossible ? Comment la gauche peut battre Nicolas Sarkozy en 2012, dans lequel il présente quelques axes programmatiques, en particulier pour rénover la République, créer une croissance économique écologiquement responsable ou encore modifier la fiscalité dans un esprit de justice et d'égalité[réf. souhaitée].
Au printemps 2010, il anime, au sein du Parti socialiste, la Convention nationale pour un nouveau modèle de société : social, écologique et solidaire, intégrant la dimension environnementale. De cette convention émerge un texte voté à l’unanimité par le Conseil national du PS, qui trace les grandes lignes du projet socialiste pour 2012.

#### Élection présidentielle française de 2012
Après avoir apporté son soutien à Dominique Strauss-Kahn, qui ne peut se présenter en raison de son inculpation pour agression sexuelle en mai 2011, il envisage un temps de présenter sa candidature sociale-démocrate à la primaire présidentielle socialiste de 2011 en vue de l'élection présidentielle de 2012. Il choisit fin juin de soutenir François Hollande pour la primaire socialiste. Il est coordinateur de la campagne des primaires de ce dernier.
Le 17 novembre 2011, il devient directeur de la campagne de François Hollande pour l’élection présidentielle.

#### Ministre de l’Économie et des Finances
Le 16 mai 2012, à la suite de l'élection de François Hollande à la présidence de la République et de la nomination par ce dernier de Jean-Marc Ayrault au poste de Premier ministre, il est nommé ministre de l'Économie, des Finances et du Commerce extérieur. Le 21 juin 2012, il est nommé ministre de l'Économie et des Finances dans le second gouvernement Jean-Marc Ayrault, perdant la charge du Commerce extérieur à la suite de la nomination de Nicole Bricq à ce poste.
Ses deux ministres délégués sont alors Bernard Cazeneuve, ministre délégué chargé du Budget, qui a remplacé Jérôme Cahuzac le 20 mars 2013, et Benoît Hamon, ministre délégué chargé de l’Économie sociale et solidaire et de la Consommation.
Son objectif est de réduire la dette, renforcer la compétitivité de la France, et mener des réformes de structure pour l'économie française. Il indique vouloir défendre le « sérieux de gauche » pour restaurer la crédibilité budgétaire et financière de la France. Il souligne régulièrement l'importance de la réduction des déficits et des dépenses publiques, récusant les termes d'austérité et de rigueur. Le déficit public français passe de 5,1% du PIB en 2011, à 4,8% du PIB en 2012, à 4,1% du PIB en 2013, à 3,9% du PIB en 2014. Sur le terrain, il explique les mesures du Pacte national pour la croissance, la compétitivité et l'emploi, dont le Crédit d'impôt pour la compétitivité et l'emploi (CICE) et la Banque publique d'investissement (BPI).
Il a traité plusieurs dossiers d'entreprises en difficulté, tels que le Crédit immobilier de France, Dexia, ou encore PSA Finances. Il s'investit dans le sauvetage de PSA et prépare l'entrée au capital de l'État et d'un actionnaire chinois aux côtés de la famille Peugeot.
Sur le plan européen, Pierre Moscovici s'est impliqué dans le pacte de croissance en juin 2012, la recapitalisation de la Banque européenne d'investissement, le sauvetage de la Grèce et de Chypre ou encore la supervision bancaire.
En politique internationale, il soutient la recherche de remèdes à la volatilité des taux de change même s'il affirme que « la France n'a jamais souhaité qu'il y ait un pilotage des changes qui remette en cause l'indépendance des banques centrales », les approches coopératives pour favoriser le retour généralisé à la croissance.
Pierre Moscovici a signé le 14 novembre 2013 avec Charles Rivkin, ambassadeur des États-Unis en France, l’accord en vue d’améliorer le respect des obligations fiscales à l’échelle internationale et de mettre en œuvre, FATCA (Foreign Account Tax Compliance Act).
Il est directement mis en cause dans l'affaire Cahuzac le 7 avril 2013 sur Itélé par Edwy Plenel, président du journal Mediapart. Edwy Plenel affirme que le ministre de l'Économie connaissait la situation illicite de son ministre délégué depuis mi-décembre 2012, et que l'enquête fiscale auprès des banques suisses sur une période restreinte qu'il avait diligentée sur Jérôme Cahuzac n'aurait été qu'une tentative de sauvetage en ultime recours. Il est mis hors de cause par les conclusions de la Commission d'enquête de l'Assemblée nationale sur le sujet, indiquant que « les services de l’État et le Gouvernement ont agi dans le respect de la légalité ».
Son passage au ministère de l'Économie durant le quinquennat de François Hollande ne s'est pas traduit par une politique de soutien de la demande. Une préférence pour la consolidation budgétaire est par ailleurs notable, comme le montre l'augmentation des impôts de 52 milliards d'euros en 2012-2013 (+16 milliards pour les entreprises et +32 milliards approximativement pour les ménages selon l'OFCE). En dépit des promesses tenues lors de la campagne des présidentielles, les classes moyennes sont fortement touchées par les différents relèvements d'impôts,. 840 000 foyers supplémentaires deviennent ainsi imposables en 2013 dans le cadre de l'impôt sur le revenu. La TVA intermédiaire augmente de 7 à 10 %. Ces différentes mesures se traduisent par « une baisse historique du pouvoir d'achat » des ménages français,. Face à cette situation et à la tentation de l'exécutif d'alourdir encore la fiscalité, Pierre Moscovici dénonce lui-même un « ras-le-bol fiscal » de la part des Français,,,,.
À partir de 2014, Pierre Moscovici engage simultanément une politique de réduction du déficit budgétaire et de restauration des marges des entreprises dans le cadre d'une politique de l'offre. Concrètement, cette politique se traduit par une diminution des prélèvements sur les entreprises via le Pacte de responsabilité (-30 milliards d'euros) et le Crédit d'impôt pour la compétitivité et l'emploi (-20 milliards), qui en théorie devaient produire 1 million d'emplois (selon Pierre Gattaz, président du Mouvement des entreprises de France). Toutefois les effets escomptés peinent à se faire sentir, dans la mesure où entre 2013 et 2016, le taux de chômage gravite constamment, à la hausse ou à la baisse, autour de 10 %.
Lors de l'élection municipale de 2014 à Valentigney, la liste sur laquelle il figure recueille 48,55 % des voix, battue par la liste de droite. Il quitte le gouvernement lors du remaniement du 2 avril 2014 et retrouve automatiquement, le 5 mai 2014, son mandat de député du Doubs.

#### Député du Doubs et parlementaire en mission auprès du Premier ministre
Pierre Moscovici est élu député de la quatrième circonscription du Doubs le 17 juin 2012. Membre du gouvernement, son mandat est exercé par son suppléant, Frédéric Barbier jusqu'au 5 mai 2014 où il retrouve son poste de député du Doubs. Il est membre de la commission des Finances.
Il est chargé par le Premier ministre d’une mission parlementaire de six mois sur les voies et les moyens d’un renforcement de la contribution de l’Union européenne à la consolidation de la croissance et à la création d’emplois.

#### Commissaire européen aux Affaires économiques et financières, à la Fiscalité et à l'Union douanière
Fin juillet 2014, Pierre Moscovici est choisi par François Hollande comme candidat de la France pour un poste de commissaire européen, au sein de la future commission Juncker. Sa nomination a été annoncée par le président Juncker le 10 septembre 2014 après une négociation avec le gouvernement allemand. Il est auditionné par la commission des Affaires économiques du Parlement européen le 2 octobre 2014. Il devient Commissaire européen aux Affaires économiques et financières, à la Fiscalité et à l'Union douanière au sein de la Commission européenne, présidée par Jean-Claude Juncker le 1er novembre 2014. Il porte une vision social-démocrate au sein de cette Commission.

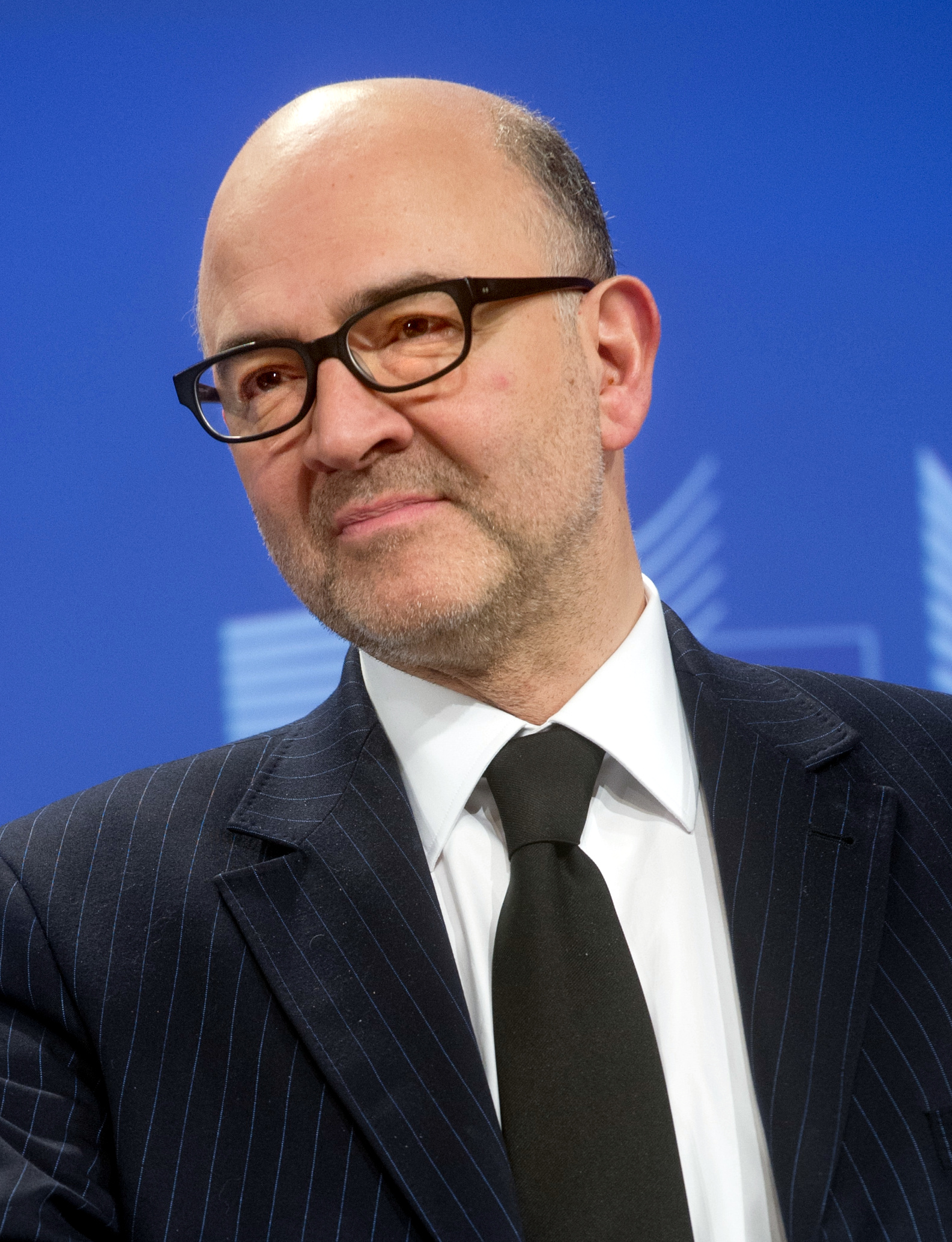
Pierre Moscovici en 2015.

Il annonce défendre trois priorités politiques: relancer la croissance européenne via l'investissement et une lecture plus intelligente des règles budgétaires, lutter contre la fraude et l'évasion fiscale, combattre les populismes et l'euroscepticisme en Europe.
Concernant sa première priorité, il présente le 13 janvier une communication de la Commission européenne sur la flexibilité dans les règles existantes du Pacte de stabilité et de croissance, pour permettre une lecture non-austéritaire des règles budgétaires. Il s'exprime également à plusieurs reprises contre la mise en œuvre de sanctions à l'égard des pays de la zone euro ne respectant pas les règles budgétaires et indique préférer le dialogue avec les gouvernements. Il s'oppose notamment aux sanctions contre le Portugal et l’Espagne. Preuve de l'efficacité de cette méthode: le déficit moyen de la zone euro passe de 6,1% en 2010 à 1,1% en 2017. Le 21 novembre 2018, la Commission européenne a justifié l'ouverture d'une procédure de sanction visant Rome par le non-respect des critères européens en matière de réduction de la dette publique, l'Italie ayant une dette publique de plus de 130 % de son PIB alors que les règles européennes en vigueur prévoient le plafond de 60 % du PIB. Pierre Moscovici a cependant assuré qu'un dialogue aurait lieu entre les institutions européennes et l'Italie avant que des mesures ne soient prises. Finalement, le 18 décembre 2018, un accord est trouvé entre les deux partis, le gouvernement italien de Conte acceptant de revoir son budget à la baisse pour 2019, conformément aux demandes de la Commission européenne.
Le 23 octobre 2018, Pierre Moscovici est provoqué par un député européen, affilié à la Ligue, le parti de l'extrême-droite italienne, Angelo Ciocca. Ce dernier, mécontent du rejet du budget italien par la Commission européenne, a récupéré les notes de Pierre Moscovici puis a enlevé sa chaussure dont il s'est servi pour mimer un piétinement des documents sur le pupitre face aux caméras. Un geste que Moscovici qualifie de « grotesque ». Le commissaire européen prévient qu'il faut rester vigilant face à ce type de comportement. Sur CNews, il a même assimilé Angelo Ciocca à « un crétin », « un fasciste » et « un provocateur ».
Parallèlement à la surveillance budgétaire, il insiste sur la nécessité de relancer les investissements en Europe à travers le plan d'investissement pour l'Europe dit « Plan Juncker », en lien avec le vice-président Jyrki Katainen. En novembre 2016, il publie également une communication invitant les pays de la zone euro réalisant des excédents à investir au profit de la zone euro dans son ensemble.
Pierre Moscovici présente en février, mai et novembre, les prévisions économiques de la Commission pour l'Union européenne et la zone euro. Ces données permettent de caler la politique économique et budgétaire des États membres. Il représente la Commission européenne aux réunions de l'Eurogroupe, qui réunit les ministres des Finances de la zone euro et au Conseil ECOFIN, qui réunit les ministres des Finances de l'Union européenne. Il en fait de même dans les enceintes internationales telles que le Fonds Monétaire International (FMI) et les réunions ministérielles du G7 et du G20. Il accompagne le président Juncker aux sommets du G20.
En mai 2017, il participe à la rédaction d’un document de réflexion de la Commission européenne sur l'avenir de l'Union économique et monétaire. Cette feuille de route propose aux États membres une série d’avancées concrètes pour une Union économique et monétaire plus efficace et plus démocratique. Elle comporte plusieurs propositions qu’il défendait déjà quand il était ministre de l’Économie: création d’un « actif sûr » européen pour permettre à l’UE d’émettre de la dette, création d’un budget de la zone euro pour préserver l’investissement en cas de choc, fusion du poste de président de l’Eurogroupe et de Commissaire chargé des affaires économiques, pour renforcer la responsabilité démocratique de l’organe informel devant le Parlement européen,. La plupart de ces propositions sont reprises dans le paquet UEM présenté par la Commission le 6 décembre 2017,.
Au sein de l'Eurogroupe, il participe activement aux négociations avec la Grèce et ses créanciers au nom de la Commission européenne, dans le cadre du programme d’assistance financière qu’il négocie à l’été 2015. Il joue un rôle de facilitateur des échanges et plaide pour un renforcement des réformes en faveur de la croissance. Au nom de la Commission, il intègre la dimension sociale en s'assurant qu'une partie des excédents budgétaires dégagés soient utilisés pour construire un filet de sécurité social. Il déplore à plusieurs reprises le manque de transparence et de responsabilisé démocratique de l’Eurogroupe, dont les décisions engagent le sort des 11 millions de Grecs,. Il se rend à de nombreuses reprises à Athènes pour dialoguer avec les autorités et le Parlement grecs et instaure un dialogue régulier avec le Parlement européen sur ces questions,.
Sur le volet fiscalité, il a pour priorités la lutte contre la fraude et l'évasion fiscale. Sous son mandat, la Commission présente une série de propositions visant à renforcer la transparence et à supprimer les pratiques fiscales agressives des États membres,: directives anti-évasion (ATAD 1 et 2, Anti-Tax Avoidance Directive), échanges automatiques d'informations entre administrations fiscales sur les rescrits fiscaux, les comptes bancaires et les données fiscales et comptables des entreprises (CbCR, Country-by-Country Reporting), nouvelles règles de transparence s'appliquant aux intermédiaires fiscaux. Il signe des accords d'échange automatiques d'informations sur les comptes de particuliers avec la Suisse, le Lichtenstein, Andorre, Saint-Marin et Monaco, ce qui met fin au secret bancaire en Europe,. Sous son impulsion, les pays européens dont les législations sont utilisées pour pratiquer l'optimisation fiscale agressive sont identifiés dans le cadre du semestre européen. Il pousse les États membres à élaborer une liste européenne des paradis fiscaux, qui est présentée le 5 décembre 2017. Plus de 60 pays tiers réforment ou s'engagent à réformer les régimes fiscaux identifiés comme dommageables par l'Union européenne.
En mars 2018, il propose une directive visant à imposer le chiffre d'affaires des géants du numérique, qui se heurte au verrou de l'unanimité au sein du Conseil mais relance le débat au niveau international et poussent l'OCDE à accélérer le calendrier de ses travaux.

### Premier président de la Cour des comptes
Après la fin de ses fonctions à la Commission européenne, Pierre Moscovici revient à la Cour des comptes en tant que conseiller-maître. Il est nommé le 3 juin 2020 Premier président de la juridiction par le Président de la République,. Il cumule alors sa rémunération de premier président de la Cour des comptes, 14 500 euros net par mois, avec ses pensions de retraite d’ancien député français et européen soit un peu plus de 3 000 euros par mois pour sa pension d’ancien député du Doubs et 1 700 euros environ par mois pour sa pension d’ex-parlementaire européen. À partir du 13 septembre 2022, date de ses 65 ans, pourra s'ajouter, selon Capital, sa retraite d’ancien commissaire européen, soit une pension mensuelle d’un peu plus de 4 000 euros. Pour le magazine économique, « bien que parfaitement légal, le cumul emploi-retraite de Pierre Moscovici fait mauvais genre pour le patron d'une institution qui plaide pour réduire la dépense publique. ». Ce cumul passerait d’autant moins inaperçu qu’il rompt avec la pratique de son prédécesseur, Didier Migaud, qui avait renoncé à percevoir sa pension de député, par souci d’exemplarité. Pierre Moscovici assume ce cumul précisant que ses revenus annexes « sont totalement extérieurs et antérieurs » à ses fonctions présentes.
Un mois après son installation, il lance un projet de modernisation des juridictions financières « JF 2025 », fondé sur la participation du personnel, la transparence et la consultation des « usagers » de l'institution (organismes contrôlés, Parlement, administrations, collectivités territoriales…),. Le projet « JF 2025 » est composé de deux phases : la première sur les métiers et les missions des juridictions financières, et la deuxième sur leurs moyens.
Fin septembre 2020, il présente l'avis du Haut Conseil des finances publiques appréciant le réalisme des prévisions macro-économiques du projet de loi de finances 2021. Le scénario est jugé globalement « plausible », même si le rebond de l'activité prévu en 2021 apparaît « volontariste » et étroitement lié à l'évolution de la situation sanitaire. Devant la commission des finances du Sénat, Pierre Moscovici indique que « la soutenabilité à moyen terme de la dette constitue un enjeu central pour France » et appelle à cet égard à la plus grande vigilance.
Début octobre, il présente le rapport annuel sur l'application des lois de financement de la sécurité sociale (RALFSS) pour 2020. La Cour y souligne le niveau inédit de la dette sociale (44,4 Md€) et incite les pouvoirs publics à reconstruire une trajectoire de retour à l'équilibre des comptes sociaux, une fois la crise sanitaire passée. Pierre Moscovici précise que l'institution ne critique pas les mesures exceptionnelles prises pour faire face à l'épidémie de Covid-19 mais appelle à améliorer la qualité des dépenses, notamment en matière de santé.
Depuis sa prise de fonction, il s'est également exprimé sur de nombreux rapports importants de la Cour comme celui relatif aux EPR, soulignant la dérive financière à laquelle le projet de Flamanville faisait face et celui sur les travaux de conservation et de restauration de la cathédrale Notre-Dame de Paris, en appelant à une plus grande transparence dans l'utilisation des dons recueillis dans le cadre de la souscription nationale. Sur la crise sanitaire, il a présenté un rapport sur les dépenses pendant la crise et le bilan opérationnel de leur utilisation, révélant que 14% de la hausse des dépenses en 2020 était due à des dépenses pérennes non directement liées à la crise sanitaire. En 2022, il présente à la presse une évaluation de politique publique sur l'agriculture biologique et explique que les « consommateurs sont déboussolés par de trop nombreux labels, alors que la majorité sont beaucoup moins ambitieux que le label bio ».
En novembre 2021, Pierre Moscovici est élu au comité chargé de l’audit externe des Nations unies par l’assemblée générale de l’Organisation des nations unies (ONU) pour six ans.
En décembre 2023, Pierre Moscovici est critiqué par des élus de l'Assemblée nationale pour avoir reporté la publication d’un rapport de la Cour des comptes sur l’immigration. Il le justifie par le souhait de ne pas interférer avec le vote du Parlement sur la loi pour contrôler l'immigration, améliorer l'intégration dans un contexte qu'il qualifie de « crise politique ».
Il est également critiqué par Le Canard enchaîné pour favoriser la nomination d'anciens élus socialistes à la Cour des comptes, Vincent Peillon, nommé conseiller maître en service extraordinaire le 23 juin 2021, puis  l’ancienne présidente du groupe socialiste à l’Assemblée Valérie Rabault, le 29 janvier 2025. Le journal satirique avance qu'il promeut la candidature de Najat Vallaud-Belkacem bien que celle-ci ne possède pas de compétences particulières en matière de finance ou de comptabilité. Cette façon de s’entourer de nombreux anciens socialistes depuis sa nomination permet selon Le Figaro à Pierre Moscovici d’étendre son emprise sur la Cour des comptes.

## Détail des mandats et fonctions

### Au gouvernement
- 4 juin 1997 – 6 mai 2002 : ministre chargé des Affaires européennes du gouvernement Lionel Jospin.
- 16 mai 2012 – 18 juin 2012 : ministre de l'Économie, des Finances et du Commerce extérieur du gouvernement Jean-Marc Ayrault I.
- 18 juin 2012 – 31 mars 2014 : ministre de l'Économie et des Finances du gouvernement Jean-Marc Ayrault II.

### À la Commission européenne
- 1er novembre 2014 – 30 novembre 2019 : commissaire européen aux Affaires économiques et financières, à la Fiscalité et à l'Union douanière.

### Au Parlement européen
- 19 juillet 1994 – 5 juin 1997 : député européen, élu en France.
- 20 juillet 2004 – 25 juin 2007 : député européen, élu dans la circonscription Est (France).
- 20 juillet 2004 – 25 juin 2007 : 10e vice-président du Parlement européen.

### À l’Assemblée nationale
- 12 juin – 4 juillet 1997 : député de la quatrième circonscription du Doubs.
- 20 juin 2007 – 16 juin 2012 : député de la quatrième circonscription du Doubs.
- 20 juin – 21 juillet 2012 : député de la quatrième circonscription du Doubs.
- 3 mai – 30 octobre 2014 : député de la quatrième circonscription du Doubs.

### Au niveau local
- 27 mars 1994 – 18 mars 2001 : conseiller général du Doubs (élu dans le canton de Sochaux-Grand-Charmont).
- 18 juin 1995 – 18 mars 2001 : conseiller municipal de Montbéliard.
- 28 mars 1998 – 15 mars 2004 : conseiller régional de Franche-Comté.
- 19 mars 2001 – 8 mars 2008 : conseiller municipal de Montbéliard.
- 9 mars 2008 – 30 mars 2014 : conseiller municipal de Valentigney.
- 12 avril 2008 – 29 juin 2012 : président de la communauté d'agglomération du pays de Montbéliard.

### Autres fonctions
- Représentant français à la Convention européenne.
- Président du Mouvement européen - France (2005-2006).
- Secrétaire national aux relations internationales au Parti socialiste.
- Professeur associé à Sciences Po[102], au Collège d'Europe et à l'Université Columbia.
- Président du SMAU de juin 2009 à juin 2011[103].
- Président de l'Agence de développement et d'urbanisme du pays de Montbéliard de 2009 à 2012.
- Vice-président du Cercle de l'industrie, un lobby créé par Dominique Strauss-Kahn réunissant les dirigeants des principaux groupes industriels français[104] (jusqu’en 2012)
- Avocat inscrit au barreau de Paris (il s'est fait omettre, c'est-à-dire s'abstenir volontairement d'exercer, après son élection de député en juin 2007).

## Décorations

### Françaises
- Officier de la Légion d'honneur en 2021[105]
  - Chevalier du 25 juillet 2016[106],[105]

### Etrangères
- Grand-croix de l'ordre de l'infant Dom Henri
- Grand officier de l'ordre du Mérite de la République italienne‎ (2023)[107]
- Grand officier de l'ordre national du Lion du Sénégal à titre étranger[108].
- Grand-croix de première classe de l'ordre du Mérite de la République fédérale d'Allemagne
- Grand officier de l'ordre de Charles III d'Espagne
- Commandeur première classe de l'ordre royal de l'Étoile polaire
- Commandeur avec étoile de l'ordre du Mérite de la république de Pologne
- Commandeur de l'ordre du Mérite hongrois
- Grand officier de l'ordre d'Orange-Nassau
- Commandeur de l'ordre de l'Étoile de Roumanie
- Commandeur de l'ordre national de Côte d'Ivoire
- Grand-croix de l'ordre du Phénix de Grèce

## Publications
- L'Heure des choix : pour une économie politique (avec François Hollande), éditions Odile Jacob, 1991  (ISBN 2-7381-0146-1).
- Épargne salariale et fonds propres, rapport à Dominique Strauss-Kahn, ministre délégué à l'Industrie et au Commerce extérieur (avec Olivier Pastré), ministère de l'Industrie et du Commerce extérieur, délégation à l'information et à la communication, collection « Études », 1992.
- À la recherche de la gauche perdue, Calmann-Lévy, 1994  (ISBN 2-7021-2303-1).
- L'Urgence : plaidoyer pour une autre politique, Plon, 1997  (ISBN 2-259-18484-7).
- Au cœur de l'Europe (entretiens avec Henri de Bresson), le Pré aux clercs, 1999  (ISBN 2-84228-075-X).
- L'Europe, une puissance dans la mondialisation, éditions du Seuil, 2001  (ISBN 2-02-051912-7).
- Un an après, Grasset, 2003  (ISBN 2-246-64881-5).
- Les 10 Questions qui fâchent les Européens, éditions Perrin, 2004  (ISBN 2-262-02208-9).
- L'Europe est morte, vive l'Europe, éditions Perrin, 2006  (ISBN 2-262-02463-4).
- La France dans un monde dangereux : de l'exception à l'influence, collection « Fondation Jean-Jaurès-Plon », Plon, 2006  (ISBN 2-259-20525-9).
- Florence Chaltiel, Naissance du peuple européen (préface), éditions Odile Jacob, 2006  (ISBN 2-7381-1843-7).
- Le Liquidateur, Hachette Livre littératures, 2008  (ISBN 978-2-01-237399-0).
- Rapport d'information sur les conditions de libération des infirmières et du médecin bulgares détenus en Libye et sur les récents accords franco-libyens (Commission d'enquête de Assemblée nationale, avec Axel Poniatowski), Assemblée nationale, 2008  (ISBN 978-2-11-124311-8).
- Mission impossible ? : comment la gauche peut battre Sarkozy en 2012, Paris, Le Cherche midi, 2009, 317 p. (ISBN 978-2-7491-1550-4).
- Défaite interdite, Flammarion, 2011.
- Combats: Pour que la France s'en sorte, Flammarion, 2014.
- S'il est minuit en Europe, Grasset, 2016.
- « Dans ce clair obscur surgissent les monstres ». Choses vues au cœur du pouvoir, Plon, 2018.
- Kalampalikis, N., Jodelet, D., Wieviorka, M., Moscovici, D., & Moscovici, P. (Eds.) (2019). Serge Moscovici : un regard sur les mondes communs. Paris, Éditions de la Maison des sciences de l’homme.

## Dans la fiction
- 2013 : dans le téléfilm La Dernière Campagne, son rôle est interprété par Pierre Banderet.

## Écoutes téléphoniques de la NSA
En 2015, WikiLeaks a révélé que l'Agence de sécurité nationale américaine avait mis sur écoute les communications de Moscovici alors qu'il était ministre des Finances.